# 柏歐福

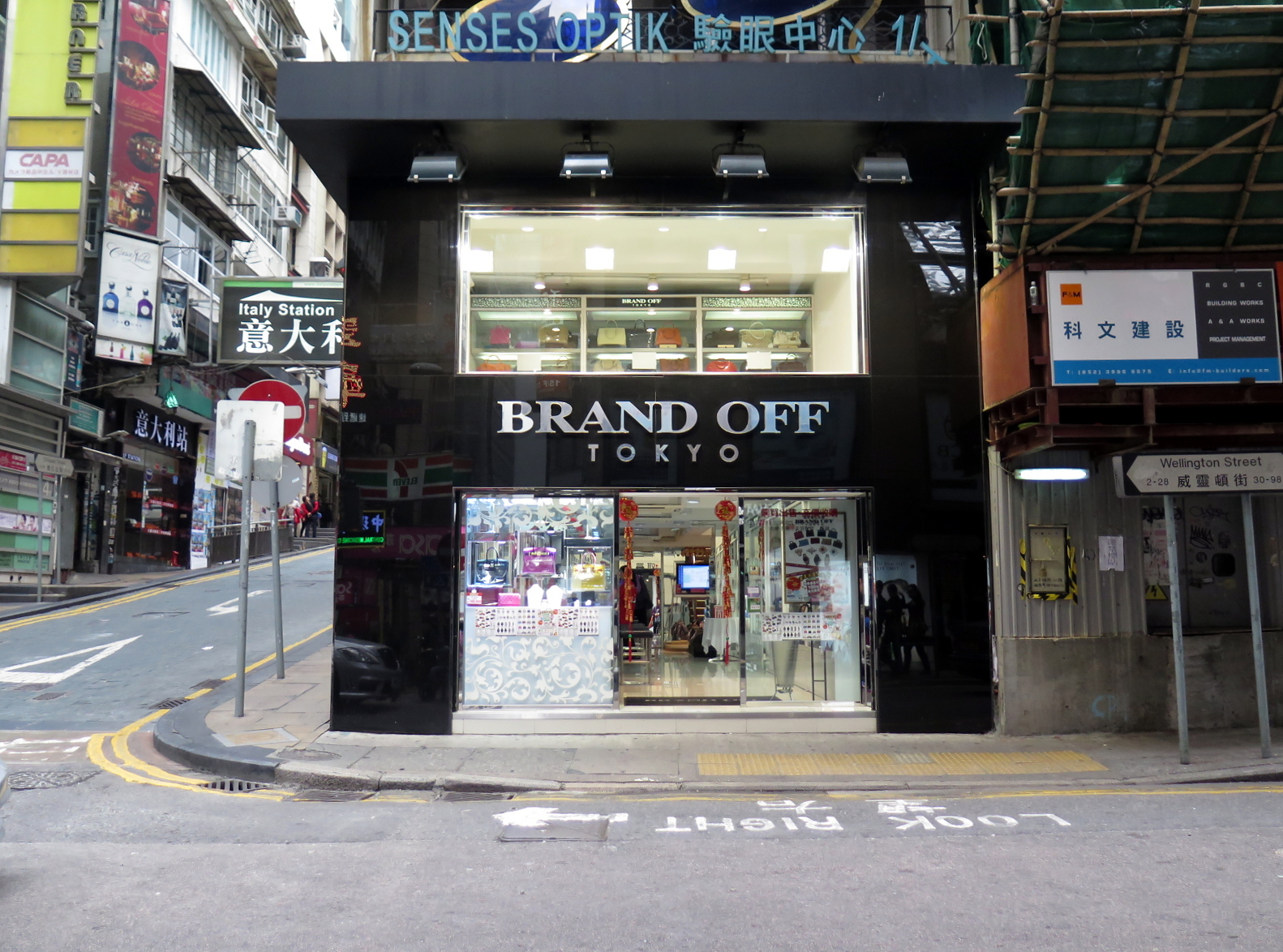
Brand Off在中環分店

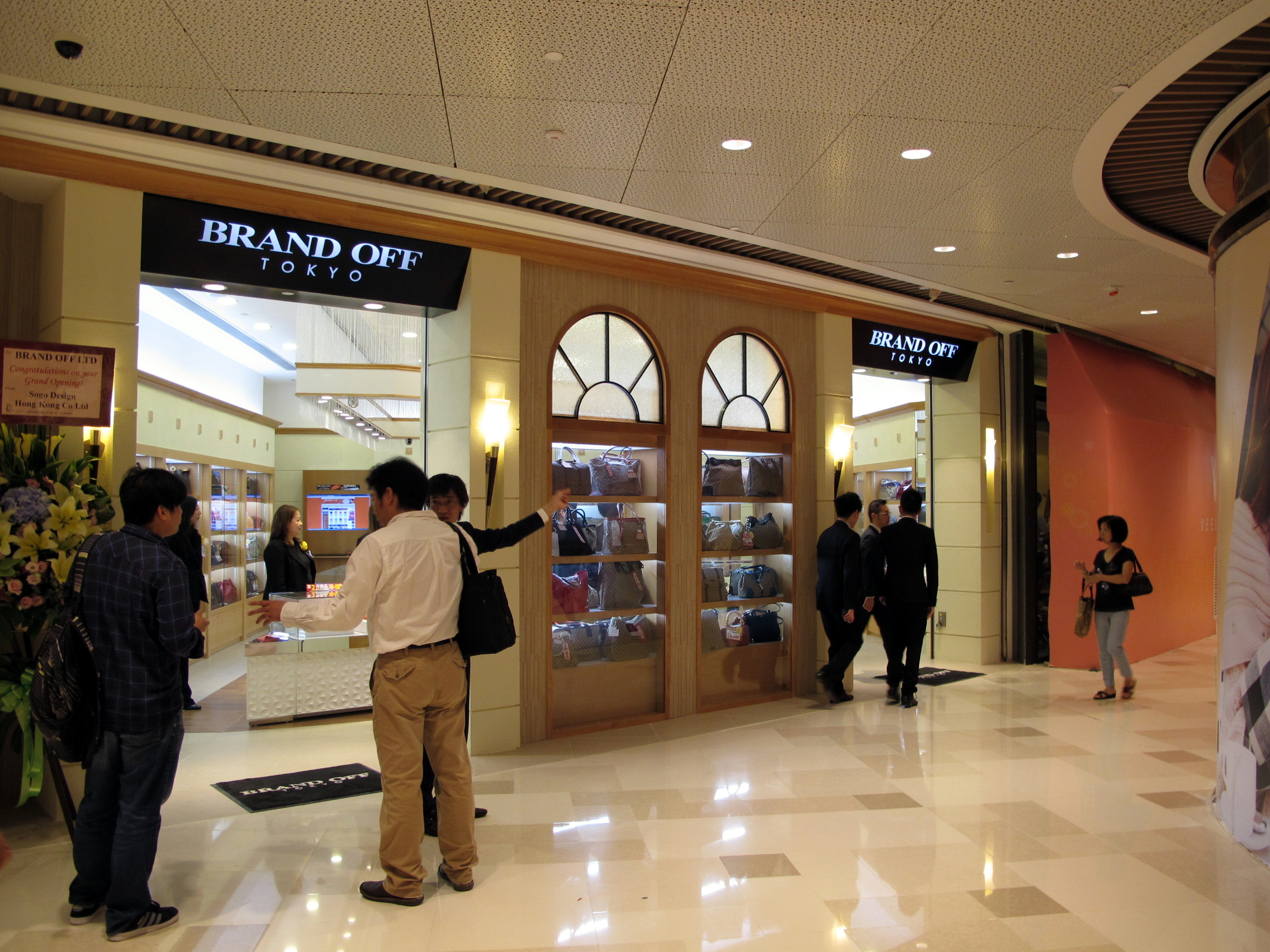
Brand Off在屯門V city分店

柏歐福股份有限公司（株式会社 ブランドオフ），簡稱柏歐福，是一家總公司設於日本石川縣金澤市、以「Brand Off」為品牌的連鎖零售業者。在1993年由日本商人安山勉（董事長及首席執行長）創立，銷售網遍及日本國內外。
柏歐福在日本、香港、台灣、中國內地和韓國擁有52家分店（2012年底統計），主要是經營國際名牌手提包、首飾、雜貨、珠寶、鐘錶、中古貴金屬商品的收購與銷售。
除了日本本土外，柏歐福最初拓展的海外市場是香港，相關業務是在2008年開始營運，共有8家分店，銷售網路涵蓋太古城中心、銅鑼灣、上水廣場、黃埔花園、威靈頓街、永樂大厦、星光行以及羅素街等地。臺灣市場方面是在2010年開始運作，有3家分店。中國內地方面是在2011年運作，除了位於上海的兩家分店外，其中國分公司也是設於上海。除此之外該公司也在2012年時進入韓國市場，設置2個銷售據點。

## 主要競爭對手
- 米蘭站

## 連結
- 日本官方網站 （页面存档备份，存于）（日語）
- 香港官方網站 （页面存档备份，存于）（繁體中文）
- 台灣官方網站 （页面存档备份，存于）（繁體中文）
- 中國官方網站 （页面存档备份，存于）（简体中文）